# Banten (miasto)
Banten (dawniej Bantam) – zabytkowe miasto w Indonezji na Jawie w prowincji Banten.
Leży na północno-zachodnim wybrzeżu Jawy nad zatoką Banten Morza Jawajskiego; 5 km na północ od miasta Serang. 
Od XIV w. było ośrodkiem hinduistycznego państwa Panjajaran; w 1515 r. zajęte przez sułtanat Demak. Czasy świetności przypadają na pierwsze stulecia kolonizacji europejskiej, kiedy Banten było najważniejszym portem morskim Jawy i obiektem ciągłej rywalizacji Portugalczyków, Anglików i Holendrów. Z powodu narastającego zapiaszczenia zatoki Banten traciło stopniowo na znaczeniu na rzecz portu w Batawii i portu Merak.
Liczne zabytki: meczety (najstarszy z 1562 r.), ruiny pałacu Pakuwonan z 1680 r., fort holenderski.